# Real Capilla de Nuestra Señora del Pópulo
La Real Capilla de Nuestra Señora del Pópulo está situada en la ciudad de Cádiz (España)

## Origen
Muy cerca del Pópulo, con cuyo nombre era conocida la principal puerta de la Villa, vivía el alcalde mayor, licenciado Mesa, hombre piadoso, que para evitar riñas y discordias de las numerosas personas que concurrían diariamente al mercado concibió la idea de colocar una imagen de la Virgen en la puerta de la Villa, por los años 1587. Por mediación del escribano público e historiador de Cádiz, Agustín de Horozco, aprovechando la ocasión de encontrarse accidentalmente en Cádiz, procedente de Roma, el pintor italiano Antonio Franco, para embarcar en uno de los galeones que iban a América, le encargó que pintara un cuadro de la Santísima Virgen. Realizó un cuadro de la Virgen del Pópulo, imitación de la que existe en Roma. Fray Gerónimo de la Concepción, en su obra Emporio del Orbe, escribió que el pintor supo interpretar fielmente los deseos que le expusieron para la realización de su trabajo, que eran que había de pintar al óleo una imagen de la Santísima virgen "con circunstancia de lejos, saliendo desde un principio tan prodigiosa, que de la misma forma se representara de lejos que de cerca, cosa rara vez vista en semejantes pinturas..."
El lienzo, que se pagó de gastos de Justicia, se puso en un vistoso marco y se colocó en un hueco que, para tal fin, se abrió en la misma pared del muro, situado entre las dos torres, encima de la puerta, siendo alumbrado por la noche con un farol de aceite a expensas del Corregidor. Por tener este lienzo la invocación latina de Ave María, Ora Pro Pópulo, vino en llamarse del Pópulo el mencionado Arco y algunos años después, entre el lienzo y la pared, se pintó un escudo con las armas reales.
La colocación del cuadro dio bien pronto el fruto apetecido, siendo muy numerosas las personas que al transitar por aquel céntrico lugar se detenían ante este, para saludarle con una oración.
Como la devoción hacia la Virgen del Pópulo iba en aumento, en el año 1593 el Ayuntamiento decidió adecentar algo aquel sitio, cerrando un caño por donde se daba salida a las aguas fecales de la Villa, lo que ocasionaba las consiguientes molestias en aquel lugar.

## Construcción de la capilla. - Reedificación
En el año 1596, la antigua Villa sufrió el asalto de las tropas anglo-holandesas al mando del Conde de Essex. El cuadro de la Virgen del Pópulo fue tiroteado en repetidas ocasiones por las tropas invasoras. El franciscano Fray Pedro de Abreu, en su obra Historia del saqueo de Cádiz por los ingleses en 1596, dice a este respecto:

Cuando la invasión inglesa, contra esta imagen colocada en sitio tan público, hicieron repetidos disparos los enemigos. Todo el marco de la pintura quedó acribillado a balazos y sólo recibió la tabla, en el fondo del cuadro, cinco golpes, quedando la imagen ilesa...

José Nicolás Enrile, en su obra Paseo histórico-artístico por Cádiz, discrepa sobre este asunto, afirmando que por aquella época, el lienzo de la Virgen del Pópulo, "parecía una copia del original y estaba muy mal tratado por los insultos y desacatos de la invasión inglesa...". Y otros autores han asegurado, más modernamente, que la verdadera imagen de la Virgen del Pópulo ha sido suplantada por la que se ve actualmente, siendo de suponer que esté debajo la primitiva, debida al pintor Antonio Franco. Pero pese a las devastaciones y a los ultrajes a que dio motivo el saqueo, el cuadro permaneció en su lugar y los cinco balazos en la parte del fondo se disimularon después con otras tantas estrellas de plata.
Este conocido episodio, que fue tomado por milagro, hizo que la devoción hacia la imagen de Nuestra Señora del Pópulo se acrecentara notablemente, dando lugar a que fueran diversas personas las que desearon hacerse cargo de este lugar donde se encontraba colocado el cuadro, para reformarlo y embellecerlo.
Para darle el culto adecuado a esta imagen y al objeto de evitar en lo posible nuevas profanaciones, en el año 1599 comenzó a construirse una capilla entre las dos torres y encima del arco. Era por aquel tiempo Corregidor de Cádiz Fernando de Añasco, quien llegó a la Ciudad en 1597 con el título de Mestre de Campo por orden especial de Felipe II para estudiar y disponer la guarnición de Cádiz y recinto de sus murallas. Fernando de Añasco solicitó donación de este lugar, a lo que accedió el Ayuntamiento por escritura pública otorgada el día 5 de febrero de 1599, haciendo perpetua donación del sitio a dicho Corregidor, para sí y sus sucesores con facultad para poder enajenar o permutar la capilla y demás fabricado por él en el terreno concedido. Poco tiempo después, la donación pasó al Regidor de Cádiz Bartolomé de Villavicencio. 
Bartolomé de Villavicencio realizó importantes obras, las cuales transformaron por completo aquel sitio: mandó quitar un revellín que años antes defendían las murallas de las olas de la bahía, edificó una cerca y renovó el marco del cuadro de la Virgen del Pópulo, sustituyéndolo por otro de oro estofado. Con la autorización del Obispo construyó un corredor cubierto delante de la Virgen, a todo lo largo del espacio comprendido entre las dos torres y sobre la bóveda del arco, a modo de capilla, con altar, ara y demás atributos divinos para poder celebrar oficios.
La consagración de esta capilla se verificó con gran pompa y solemnidad, oficiando el Prelado y asistiendo los dos Cabildos, nobles y numerosos devotos. La bóveda del arco, situada bajo el suelo de la capilla, se transformó en calle, en la que se establecieron diversos comercios.
Algún tiempo después, en el año 1614, se efectuaron algunas reformas en esta capilla, las que parece ser no fueron del agrado del Municipio, como lo releva el hecho de que en el Cabildo Municipal celebrado el día 22 de diciembre de ese año se pronunció contra las mismas.

## Edificación del templo actual. Reformas
En el mes de mayo de 1621 comenzaron las obras para la construcción del edificio que actualmente tiene esta capilla, construyéndose sobre un arco grande de piedra, del tamaño de la puerta de la antigua Villa, edificándose una capilla cuadrada a la que se tiene acceso por dos escaleras situadas a ambos lados del arco. Al poco tiempo de comenzar las obras se paralizaron, al caer en cuenta del error cometido al construir la capilla en alto, lo que le resultaba molesto a los muchos enfermos que diariamente acudían a solicitar el amparo y protección de Nuestra Señora del Pópulo, así como haberla hecho tan pequeña, sobrando el terreno para poder haberlo hecha mayor. De todas maneras, al no poder modificarse en la práctica los primitivos planos, las obras se reanudaron a los pocos meses, concluyendo las mismas a finales de 1624. Se le construyó una hermosa galería contigua al templo, una preciosa cúpula de azulejos y un espacioso balcón que da a la antigua calle del juego de la pelota. Este balcón se reformó en el mes de agosto, un siglo después, dictándose al efecto un Real Despacho ordenando al Ayuntamiento que de los fondos propios contribuyera con la cantidad de cincuenta doblones para las citadas obras de ampliación del mismo.
La inauguración del templo se celebró con gran solemnidad, asistiendo el Cabildo Municipal a la traslación de la imagen de Nuestra Señora del Pópulo, predicando el primer sermón el Administrador de la Capilla Dr. Bartolomé Valverde y Balboa y el último el Obispo de la Diócesis, Francisco Guerra, durante el novenario que con tal motivo se celebró.
En 1846 la fachada tuvo que ser apuntalada a causa de los grandes daños estructurales que presentaban y en 1851 se aprueba el proyecto, presentado por Manuel García del Álamo para su reconstrucción. Las obras se paralizaron a los pocos meses, permaneciendo la Capilla cerrada y las obras suspendidas durante un largo número de años. La Comisión Provincial de Monumentos Histórico-Artísticos de Cádiz envió con fecha de 21 de noviembre de 1866 a la Real Academia de Bellas Artes de San Fernando y Real Academia de la Historia de Madrid un documentado informe en el que se hace historia de este templo, que fue redactado y suscrito por el vicepresidente de dicha Comisión, Adolfo de Castro, así como también fue firmado por el secretario accidental José de Asprer: 

"Cerrado el Oratorio por la paralización de las obras que se empezaron en 1851 debe enajenarse como uno de los bienes del Real Patrimonio, con lo cual podrían desaparecer con el templo mismo sus tradiciones, si adquirido por un particular, fuese destruido para erirgir casas en ese mismo sitio y en uso del derecho de propiedad...". "No sólo desaparecerían estas memorias históricas y artísticas, sino igualmente el arco sobre el que existe el Oratorio, antigua puerta de Cádiz. Labrada en los muros que se construyeron de orden de su glorioso conquistador D. Alfonso el Sabio. Si se enajena y se destruye, Cádiz pierde el recuerdo de su antigua entrada y esta serie de tradiciones históricas por sí mismas y más apreciables aún por ser tan pocas las antigüedades de este género con que Cádiz cuenta". "Por todas estas razones, la Comisión Provincial de Monumentos Histórico-Artísticos, cree que ha de declararse tal el edificio de la Capilla de Nuestra Señora del Pópulo en todas sus dependencias y exceptuándose de la enajenación de los bienes del Real Patrimonio. Obtenida esta declaración podrán proseguirse las obras de restauración y consolidación de la Capilla con los fondos provinciales, asegurándose la existencia de este Monumento Histórico-Artístico de la piedad gaditana. Y esta Comisión nada ha creído más oportuno que poner en conocimiento de la Real Academia de Bellas Artes de San Fernando, todos estos antecedentes por si se digna tomarlos en consideración y gestionar a fin de que se obtenga de Real Orden la declaración deseada. Con esta misma fecha se oficia en igual sentido a la Real Academia de la Historia por si una y otra en su muy alta ilustración y a mor a las glorias y tradiciones del país aprecian del mismo modo que esta Comisión, todo lo referente a este Monumento Histórico y Artístico de los pocos con que cuenta la ciudad de Cádiz"...

Las Reales Academias trasladaron al Ministerio de Fomento copia del informe recibido, el que a su vez ofició al director general de Instrucción Pública y Antigüedades para que trasladara al gobernador civil de Cádiz los antecedentes producidos por la Comisión, a fin de que se instruyera el oportuno expediente con tal objeto, así como un recordatorio a dicha Autoridad para que lo verificara a la mayor brevedad posible, con cuyas gestiones oficiales se pudo conseguir la declaración solicitada, continuándose con ello las obras de la Capilla, que finalizaron algún tiempo después.

## La Capilla
La capilla actual se compone de una nave, de planta cuadrada, cubierta por bóveda de aristas encamonadas y presbiterio de planta rectangular, cubierto por bóveda pétrea de cañón, perteneciente a la construcción primitiva, decorada por motivos geométricos que enmarcan las armas reales situadas en la clave. 
Da acceso a la capilla mayor un gran arco de medio punto, que descansa sobre dos columnas adosadas de orden toscano. 
A los pies de la nave se sitúa el coro en alto, a modo de tribuna, realizado en madera de cedro en la segunda mitad del siglo XVII.
La fachada, de inspiración clasicista, es de gran sobriedad compositiva y destacan en ella las pilastras toscanas pareadas de orden gigante que la articulan, sustentando un frontón triangular. Entre éstas se abre un vano, rematado en medio punto, que permitía la visión de la Virgen desde el exterior, conservando de este modo su original condición de capilla abierta. El cuerpo inferior, donde se sitúa el arco de acceso a la antigua puerta de la ciudad, va avitolado.
El retablo mayor es una interesante obra barroca de madera dorada, realizada a mediados del siglo XVII, en el que se sabe trabajó Alejandro de Saavedra. Se compone de banco, dos cuerpos divididos en tres calles y ático. Los soportes son columnas entorchadas y salomónicas, con una composición general que aún evoca estructuras manieristas. Fue concebida originalmente para albergar sólo pinturas, si bien a mediados del siglo XVIII sufrió una reforma en la que se sustituyeron los lienzos de las calles laterales del primer cuerpo por hornacinas, con las imágenes en madera policromada de San Saturio y San José, obras de factura genovesa. Entre estas hornacinas va un templete-manifestador neoclásico y preside el conjunto una versión decimonónica de la Virgen del Pópulo, colocada aquí posiblemente durante le proceso de reconstrucción del edificio. El banco contiene pinturas sobre tabla relacionadas con la vida de la Virgen y en la calle central, ocupando el segundo cuerpo, un lienzo representando a la Encarnación, a cuyos lados van otros con San Luis rey de Francia y La Conversión de San Pablo, mientras que centra el ático un crucificado flanqueado por la Virgen y San Juan. Todas estas pinturas pueden atribuirse a Juan Gómez Couto, quien debió tener a su cargo los trabajos de dorado del retablo.
En los muros laterales del presbiterio hay pequeñas portadas de mármol gris, rematadas por un frontón triangular. A ambos lados de la nave se sitúan dos retablos gemelos de madera dorada. También fueron reformados en el siglo XVIII para sustituir las primitivas pinturas por estructuras rococó que contienen tallas policromadas, entre las que sobresale la que representa a la Virgen del Rosario, obra de origen genovés.
Los áticos conservan los lienzos originales que representan a San Pedro y a San Pablo, también atribuidos a Juan Gómez Couto.
Las mesas de los tres retablos y los aguamaniles son obras genovesas, en mármoles policromos con incrustaciones de nácar, de finales del siglo XVII. Otras piezas conservadas en la capilla son: una cruz de guía, un lienzo que representa a la Virgen de la Soledad y un juego de candelabros y cruz de altar en plata, todos del siglo XVIII.

## Curiosidades relativas al templo
- En el año 1614 se le concedió a esta Capilla el título de Real. A partir de esta fecha la imagen y su Oratorio quedaron incorporados al Patronato Real.
- En 1627, se pretendió trasladar por el Cabildo Eclesiástico a la Catedral, la imagen de Nuestra Señora del Pópulo.
- En 1778 se fundó en esta iglesia la Hermandad o Cofradía de Nuestra Señora del Pópulo, dedicada a los Rosarios públicos, cuyas Reglas o Estatutos fueron modificados dos años después.
- En 1786, a pesar de estar prohibidos los Rosarios Públicos por el Obispo D. José Escalzo y Miguel, esta Cofradía pretendió salir a la calle el día 19 de agosto del mencionado año, a lo que se opuso el Ayuntamiento a instancias del Prelado.
- Al fundarse en el siglo XVIII la Academia de Guardias Marinas en unas casas contiguas a las Capilla del Pópulo, el Capellán de este Oratorio pasó a ser, a su vez, también de dicho Centro de Formación Militar de la Marina.
- Debido a encontrarse esta Capilla cerca de la Plaza de la Corredera, en donde estaba la cárcel y se colocaba sobre un tablado la horca para los ajusticiamientos, diversos autores suponen que este templo sirviera en la antigüedad para la preparación de los reos a la muerte.